# Streifenbeutelmarder
Die Streifenbeutelmarder (Myoictis) sind eine Beuteltiergattung aus der Familie der Raubbeutler (Dasyuridae). Ihren Namen verdankt sie der Ähnlichkeiten im Körperbau mit Mardern oder Mangusten, mit denen sie aber nicht verwandt ist. Die Gattung umfasst vier Arten, den Woolley-Streifenbeutelmarder (Myoictis leucura), den Müller-Streifenbeutelmarder (Myoictis melas), den Wallace-Streifenbeutelmarder (Myoictis wallacii) und den Tate-Streifenbeutelmarder (Myoictis wavicus).

## Beschreibung
Diese Tiere zählen zu den farbenprächtigsten Raubbeutlern. Ihr braunes Fell weist am Rücken drei schwarze Längsstreifen auf, die Zwischenräume können gelb gefärbt sein. Der dunkelrote Kopf weist einen schwarzen Nasenstreifen auf. Die Kehle ist hellrot und der Bauch gelblich-grau gefärbt. Der lange Schwanz ist mit langen rötlichen Haaren bedeckt. Die Tiere erreichen eine Kopfrumpflänge von 17 bis 25 Zentimetern, eine Schwanzlänge von 15 bis 23 Zentimetern und ein Gewicht von rund 200 Gramm.

## Lebensweise
Streifenbeutelmarder leben ausschließlich auf Neuguinea und kleineren vorgelagerten Inseln, wobei M. walacii nur von den Aru-Inseln bekannt ist. Über ihre Lebensweise ist so gut wie nichts bekannt. Ihr Lebensraum sind vorrangig tiefergelegene Regenwälder, sie dürften wie die meisten Raubbeutler nachtaktiv sein. Ihre Nahrung besteht zumindest zum Teil aus kleineren Wirbeltieren wie Mäusen und Ratten, wofür sie bei der einheimischen Bevölkerung beliebt sind.
Über den Gefährdungsgrad gibt es wenig zuverlässige Angaben und die IUCN listet diese als gering gefährdet.